# Круліково (Куявсько-Поморське воєводство)
Круліково (пол. Królikowo) — село в Польщі, у гміні Шубін Накельського повіту Куявсько-Поморського воєводства.
Населення — 554 особи (2011).
У 1975-1998 роках село належало до Бидгощського воєводства.

## Демографія
Демографічна структура станом на 31 березня 2011 року:
|          | Загалом | Допрацездатний вік | Працездатний вік | Постпрацездатний вік |
| -------- | ------- | ------------------ | ---------------- | -------------------- |
| Чоловіки | 272     | 48                 | 203              | 21                   |
| Жінки    | 282     | 54                 | 172              | 56                   |
| Разом    | 554     | 102                | 375              | 77                   |